# Avasi libegő
Az Avasi Libegő egy tervezett libegő (korábbi tervek szerint siklóvasút) Miskolcon. A belvárosi Erzsébet teret vagy környékét kötné össze az Avas tetejével.

## Tervezése
A libegő, siklóvasút vagy fogaskerekű építésére többször is felmerültek tervek az elmúlt száz évben. Komolyabban először a 2000-es évek végén merült fel a projekt kivitelezése, a város Integrált Városfejlesztési Stratégia programján belül tervezték a megvalósítását, mivel a Közlekedési Operatív Program keretében uniós támogatás igényelhető rá. 2010-ben a siklóvasút építése mellett döntöttek, három másik javaslat ellenében – mellette még a nagykabinos kötélpálya, a gumikerekes nyeregvasút és a villamos (vontatott szakasszal) merült fel.
A belvárosi végállomás helyére többféle elképzelés van: kezdetben a Papszer u. 2. alatti ingatlan területére tervezték, a legújabb tervek már a Városház térrel számolnak. A közbülső állomást a Latabár sorra, az avasi végállomást pedig az Avas kilátó buszvégállomáshoz építenék. Ez jelenleg a kilátótól nyugatra található, de egyes tervek szerint átkerülne a kilátó közelébe. Így a sikló nemcsak idegenforgalmi szempontból játszana szerepet, hanem – mint legrövidebb út a negyvenezres lakosságú lakótelep és a belváros közt – a tömegközlekedésbe is bekapcsolódna.
A 2010-es évek elején tervezett sikló vonalhossza 272 méter lenne 53 méter szintkülönbségen, a jármű 50 fő befogadóképességű és 10 km/h sebességgel haladna. 2023-ban, az Avas kilátó felújítása kapcsán egy sajtótájékoztatón jelentette be a városvezetés, hogy a sikló helyett libegő építésére pályáznak, 12 fős befogadóképességű kabinokkal.
Az építkezés a tervek szerint teljes egészében Európai Uniós támogatásból valósulna meg.

## Kritikák
A kritikák között felmerült, hogy egyik megálló környéke sem vonz tömegeket, az alsó megálló környékéről a plázák megépültével eltolódott a városközpont keletebbre (ezen a városvezetés az ún. Főutca Pláza Projekt keretén belül kíván változtatni), a jelenleg az avasi városrész és a belváros közti közlekedést biztosító 35-ös busz pedig mindössze tíz perc alatt teszi meg a távot a két városrész közt (a sikló menetidejének két percébe nem számolták bele a végállomásáig eljutást és az átszállásokat). Nem tisztázott a sikló szerepe sem, turistalátványosságként haszna az előbbiek miatt vitatott, tömegközlekedési eszközként viszont messze nem képes egy ekkora városrészt ellátni.